# Dogma SS
Dogma SS fue una banda de hardcore metal originaria de la ciudad de Lima (Perú), que existió entre los años 1993 y 1996, es decir, durante los años de transición inmediatamente posteriores al fin de la movida del rock subterráneo en septiembre de 1992.

## Historia

### Formación
La banda se formó en abril de 1992 en la Unidad Vecinal n.º 3. Fue fundada por el baterista David Rengifo y el vocalista Toño Rurales. Su formación original eran el baterista David Rengifo, el bajista «Popeye» (ex-KRFG), el guitarrista Daniel F (ex-Leusemia y Kaos) y el cantante Toño (ex-Disturvio. Luego de un par de ensayos Popeye se retiró, y la banda inicia la búsqueda de un bajista que se acoplara al grupo. David se contactó con Oscar putrefacto para asumir el bajo, quien tuvo un par de ensayos acústicos en la casa de Daniel, pero sería finalmente Sandro C quien asumiría el bajo, con lo cual la banda se completa, dejando todo listo para el retorno de Daniel F a los escenarios.
Un año antes, David y Toño intentaron un proyecto junto con Julio Durán (Defórmales) en las guitarras y Elmer, del fanzine «Deprimente Realidad», pero solo quedó en un par de ensayos en el mítico local «El Hueco» debido a diferencias en los estilos musicales que cada uno aportaba. Toño y David dejan el proyecto hasta febrero del 93, en que se vuelven a juntar, con el fin de acometer un nuevo proyecto, esta vez con una banda de hardcore: Dogma SS.

### Inicios de la banda
Los primeros ensayos fueron en la casa de David (Unidad Vecinal n° 3), luego en el estudio de Pancho Muller ("Bigote Cabecero") y luego en El Hueco, cuna de bandas callejeras como Eutanasia, Desconcierto y Exilio. El sonido de la banda era crudo y potente y sus letras al principio tenían un marcado contenido social. Entre sus principales canciones iniciales se pueden mencionar:
«Soldados de la patria», «Niños» y el recordado tema «Cerdos del poder», tocada en los años ochenta por la banda Kaos. La banda siguió ensayando hasta su debut el 8 de septiembre de 1993, logrando desatar un pogo salvaje. Tocaron junto a Rupturas, Desastre Social y Combustible. A partir de allí, la banda tocó en varios recitales, entre los cuales destaca el de la carpa Santa Rosa (en la avenida Tacna) con bandas como Kranium y Sabotaje. Luego de varias tocadas, Toño salió temporalmente de la banda por motivos personales. Ingresó entonces el conocido Maicol (ex-SNA), con quien tocaron en varios sitios. La entrada de Maicol le dio un giro a la banda, pues entonces compusieron nuevos temas, cuyas letras, hechas por Daniel y Maicol, eran más intimistas:
«Materia orgánica», «No me dejes» y «Tus últimos días», entre otros. Fue la etapa más fructifera de la banda, pues se hizo más conocida y más técnica. Grabó un álbum recopilatorio Entre héroes y cobardes. La última tocada con Maicol se dio a finales de 1994 en el distrito de San Juan de Miraflores, despidiéndose aquel por motivos de viaje. Luego de su salida, entró brevemente Neto, con quien tocan en vivo en Barranco, en la Universidad de San Marcos, en Versage y en el jirón Quilca. Después Neto se retiró para formar su propia banda (SDH).

### Cierre de la primera etapa
Para inicios de 1995 regresó el cantante Toño, y tocó en varios recitales. Aunque el panorama era prometedor para la banda, un acontecimiento que movería la escena truncaría su desarrollo: el regreso de Leusemia a los escenarios después de 10 años con sus integrantes originales. Dogma estuvo sumergido en un dilema por saber si su guitarrista, Daniel F, se alejaría de la banda. Este manifestó que eso no ocurriría, y en un principio pareció que así se iba a dar: las dos bandas tocaron simultáneamente en varios recitales, siendo algunos de los más recordados los de Villa María y en el pub El Más Allá, de Barranco. No obstante, en agosto de 1996 Daniel F finalmente abandonó la banda para concentrarse en Leusemia, más exitosa. Tocaron por última vez en un recital en el local Pogódromo (en el jirón Moquegua). El resto de lois integrantes se unieron a otras bandas: Sandro recaló en Komplot, David participó en los inicios de Dios Hastío y Toño volvió a Irreverentes.

## Grabaciones
La banda participó con dos temas en el álbum recopilatorio Entre héroes y cobardes.
Tres años después de su separación, la banda se juntó en 1998 solo para grabar ocho temas. No obstante, el material no salió al mercado.

## Reaparición (2010-2011)
En el año 2010, Toño vargas rearmó Dogma con nuevos integrantes, pues los demás miembros originales (DanielF, David Rengifo y Sandro Dogma) estaban alejados por motivos personales. Toño se comunicó con un amigo con el cual tuvo una banda punk llamada Inkorrupto y le propuso la idea de formar Dogma nuevamente. Este amigo era Sandro Klandestino (hoy bajista de Kondenados). Sandro comprendió rápidamente la urgencia y el enorme compromiso que significaban sacar adelante a Dogma y se contactó con un amigo que tenía afinidad con la propuesta musical y social: este amigo era Daniel, guitarrista y cantante de Ropa Interior de Alpaka. En él la banda encontró el peso y la estabilidad musical que se requerían para volver a los escenarios. Toño también se comunicó con un viejo conocido, Óscar Putrefacto, al cual le interesó sacar de nuevo la banda para recitales. Así, la banda se completó.
La banda tuvo también ciertas complicaciones en su regreso. Sandro Kondenados se retiró por asuntos personales. En su reemplazo entró Tico (ex-Atentado), aunque su estadía duró muy poco tiempo. Es así como la banda entró en un receso desde finales de diciembre, mientras se buscaba un nuevo bajista. Ya en el 2011 se une a la banda Patty, con un sello hardcore metal, ofreciendo una nueva cara al bajo eléctrico. Así vuelve a juntarse Dogma en mayo del 2011 y continúa con los ensayos, saca nuevos temas de puro HxC (hardcore) metal, como en sus mejores épocas, y desempolva algunos viejos temas
En 2011, la nueva formación se presentó en el Salón Imperial (Lima), volviendo a originar un pogo infernal como en los años noventa. La banda tuvo buena aceptación por parte del público, que pidió repetir temas. Luego se han presentado en varios recitales, incluso en provincias.
Luego de que Patty dejara la banda por motivos personales, ingresó Pepe Asfixia (bajista de Eutanasia, cerrando así el círculo de miembros ya que al ser él un miembro de la movida hardcore representativa de fines de los años ochenta y principios de los noventa, de donde proviene Dogma, el peso y experiencia de la banda se encuentra completo.
En la actualidad, el Dogma SS de la segunda etapa se desintegró por motivos de fuerza mayor. Luego de ello, Toño se concentró en su grupo dark Extraño Silencio.